# Žut
Žut je severnodalmatinski otok v Kornatskem otočju. Leži med Pašmanom na severovzhodu in Kornatom na jugozahodu. S površino 14,83 km² je 27. največji hrvaški otok in 2. največji otok  Kornatskega otočja.

## Geografija
Najvišji vrh otoka je 155 mnm visoki Gubavac. Obale na otoku so zelo razvejane in strmo padajoče v morje. Dolžina obale znaša 44,058 km. Številni zalivi Hiljača, Sarušćica, Bizikovica, Pinizel, Bodovac in drugi so primerna naravna zakonišča pred vetrovi za manjše ladje. Na otoku je tudi nekaj manjših polj, kjer gojijo oljke, fige in trto. Največji del otoka pa je porasel z makijo.Otok ima tudi nekaj zelo dobrih gostišč in marino za jadrnice in motorne barke. Na vrhu Gubavca so znamenja (križi), ki jih postavijo turisti ki pridejo na vrh.
Na otoku ni naselij in stalnih prebivalcev. Na njem občasno živijo le ribiči in poljedelci, ki pridejo z bližnjega otoka Murter, poleti obdelovat polja, pozimi pa past ovce.